# Acraea usambarae
Acraea usambarae är en fjärilsart som beskrevs av Jackson 1951. Acraea usambarae ingår i släktet Acraea och familjen praktfjärilar. Inga underarter finns listade i Catalogue of Life.